# Usulután (departement)
Usulután je název jednoho ze salvadorských departementů. Rozprostírá se v jižní části státu. Sousedí s departementy San Vicente a San Miguel. Téměř celou jeho západní hranici tvoří řeka Lempa. Výrazným geografickým prvkem je zátoka Jiquilisco s mangrovými porosty. 

## Správní členění
Od roku 2024 sestává departement ze 3 obcí (španělsky municipios), které se dále dělí do 23 obecních distriktů.
- Usulután Norte
  - Distrito de Santiago de María
  - Distrito de Alegría
  - Distrito de Berlín
  - Distrito de Mercedes Umaña
  - Distrito de Jucuapa
  - Distrito de El triunfo
  - Distrito de Estanzuelas
  - Distrito de San Buenaventura
  - Distrito de Nueva Granada
- Usulután Oeste
  - Distrito de Jiquilisco
  - Distrito de Puerto El Triunfo
  - Distrito de San Agustín
  - Distrito de San Francisco Javier
- Usulután Este
  - Distrito de Usulután
  - Distrito de Jucuarán
  - Distrito de San Dionisio
  - Distrito de Concepción Batres
  - Distrito de Santa María
  - Distrito de Ozatlán
  - Distrito de Tecapán
  - Distrito de Santa Elena
  - Distrito de California
  - Distrito de Ereguayquín